# Potsdamer Platz (metrostation)
Potsdamer Platz is een metrostation in de Duitse hoofdstad Berlijn dat in 1907 werd geopend onder de Leipziger Platz. De naam verwijst naar het Station Berlin Potsdamer Platz vlak ten westen van de Leipziger Platz.
Het huidige metrostation Potsdamer Platz, onderdeel van lijn U2, dateert uit 1907. In totaal werden er drie metrostations onder het plein gebouwd; het eerste werd echter al vijf jaar na zijn opening afgebroken, het derde station is nog ongebruikt en zal wellicht nooit in dienst komen.
Op 18 februari 1902 werd de eerste lijn van de Berlijnse metro geopend tussen Potsdamer Platz en Stralauer Tor. Aan het einde van het genoemde jaar was het zogenaamde stamtracé voltooid. Station Potsdamer Platz was nu het eindpunt van een korte aftakking naar het noorden van een verder in oost-westrichting verlopende lijn. Het onder het Potsdamer Bahnhof gelegen metrostation was ontworpen door Paul Wittig en bezat twee zijperrons.
De aftakking naar de Potsdamer Platz was aangelegd met het oog op een latere verlenging van de lijn naar het historische centrum van de stad en in december 1905 begon men aan de bouw van deze Spittelmarktlinie. Ongeveer 200 meter ten noordoosten van het eindpunt Potsdamer Platz werd een nieuw metrostation gebouwd, dat op 28 september 1907 (een jaar voor de ingebruikname van de Spittelmarktlinie) opende onder de naam Leipziger Platz; tegelijkertijd werd het nog maar vijf jaar oude station Potsdamer Platz gesloten. In 1923 werd metrostation Leipziger Platz hernoemd en ging het net als het eerdere station Potsdamer Platz heten.
Het metrostation ligt in een flauwe bocht, direct onder het straatniveau, en heeft een eilandperron met uitgangen aan beide uiteinden. Een geplande verbindingstunnel naar het in 1939 geopende naburige S-Bahnstation werd nooit gebouwd; overstappende passagiers kunnen de S-Bahn alleen via de straat bereiken. Het station beschikte wel over een gang naar het warenhuis Wertheim aan de Leipziger Platz. Deze tunnel leidt nu naar het midden van het plein. In tegenstelling tot de andere stations op de centrumlijn kreeg Potsdamer Platz een vlak gepleisterd dak, in het midden waarvan een lichtkoepel was aangebracht. Deze lichtkoepel werd in de jaren 1930 verwijderd. De wanden werden bekleed volgens het standaardontwerp van Alfred Grenander. In de witte betegeling is een motief aangebracht in de zogenaamde kenkleur van het station – in het geval van Potsdamer Platz is dat groen. Ook de kiosken op het perron zijn in deze kleur uitgevoerd.

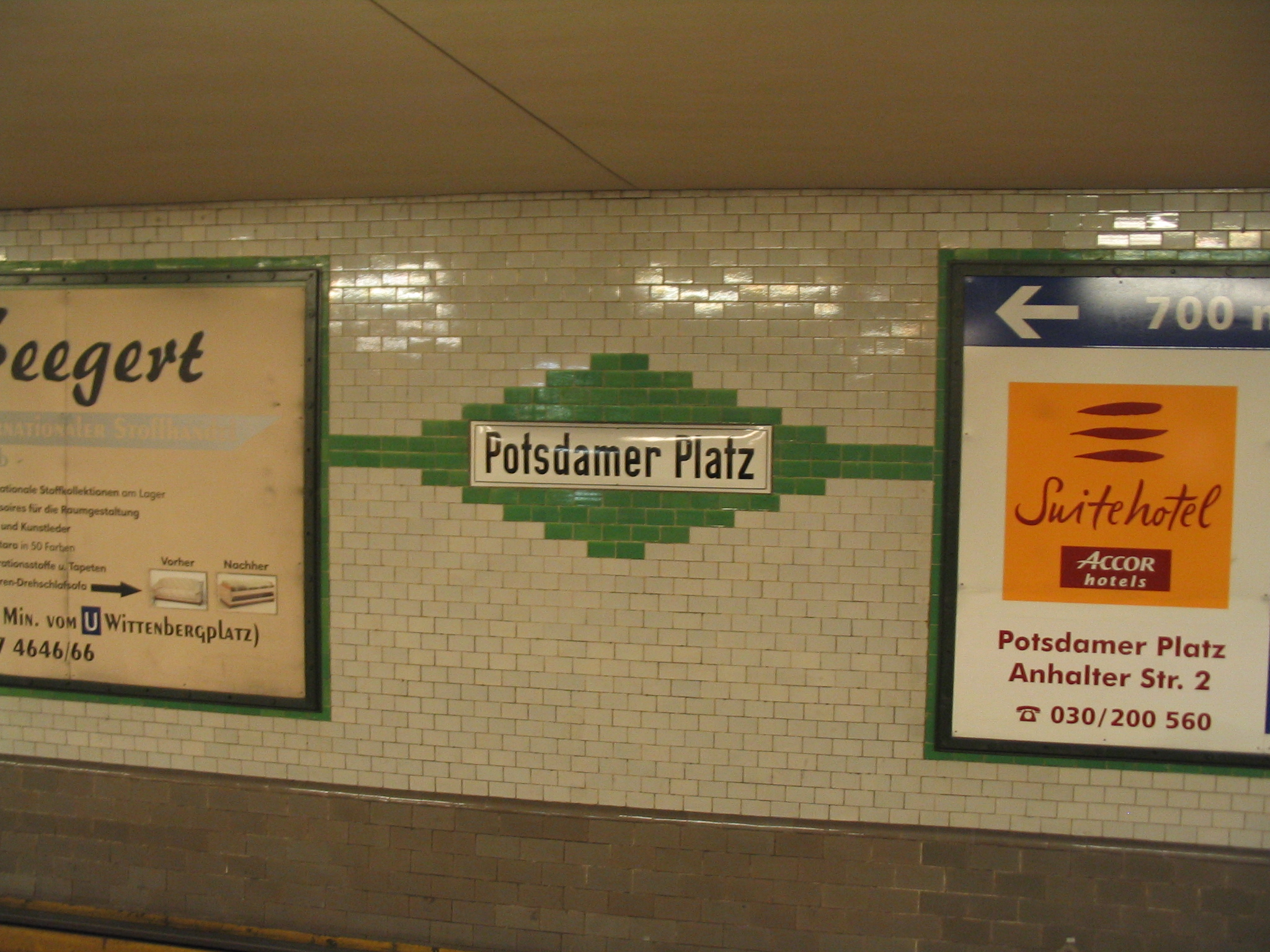
Op het perron is de oorspronkelijke betegeling uit 1912 behouden

Tijdens de Tweede Wereldoorlog werd station Potsdamer Platz op 21 juni 1944 getroffen door een bom. Een deel van het dak werd hierbij verwoest. In april 1945 werd het metroverkeer in de gehele stad stilgelegd. De situatie verergerde nadat de S-Bahntunnel werd opgeblazen en overstroomde. Via een voetgangerstunnel in station Friedrichstraße bereikte het water namelijk ook het metronetwerk. Bijna een miljoen kubieke meter water verspreidde zich door de tunnels en het traject Alexanderplatz - Potsdamer Platz liep onder.
Na het einde van de oorlog begon men met het leegpompen van de tunnels, zodat er eind juli 1945 weer pendeltreinen over de toenmalige lijn A konden gaan rijden. In november was de doorgaande dienst op de lijn hersteld.
Bij de bouw van de Berlijnse Muur in augustus 1961 werd lijn A, de huidige U2, onderbroken op de sectorgrens, tussen de stations Gleisdreieck (het station Mendelssohn-Bartholdy-Park bestond nog niet) en Thälmannplatz (nu Mohrenstraße). Het op de grens gelegen metrostation Potsdamer Platz veranderde in een spookstation en diende als een opstelplaats voor Oost-Berlijnse treinstellen. De toegangen tot het station werden afgesloten en de tunnel naar het westen werd dichtgemetseld. In 1991 begonnen de herstelwerkzaamheden aan het onderbroken traject. Na een bouwtijd van twee jaar was de lijn op 13 november 1993 weer één en kon station Potsdamer Platz zijn deuren weer openen. Vanwege de dertig jaar lange sluiting bevindt het metrostation zich nog altijd grotendeels in oorspronkelijke staat. Net als het aangrenzende S-Bahnstation is het dan ook op de monumentenlijst opgenomen.

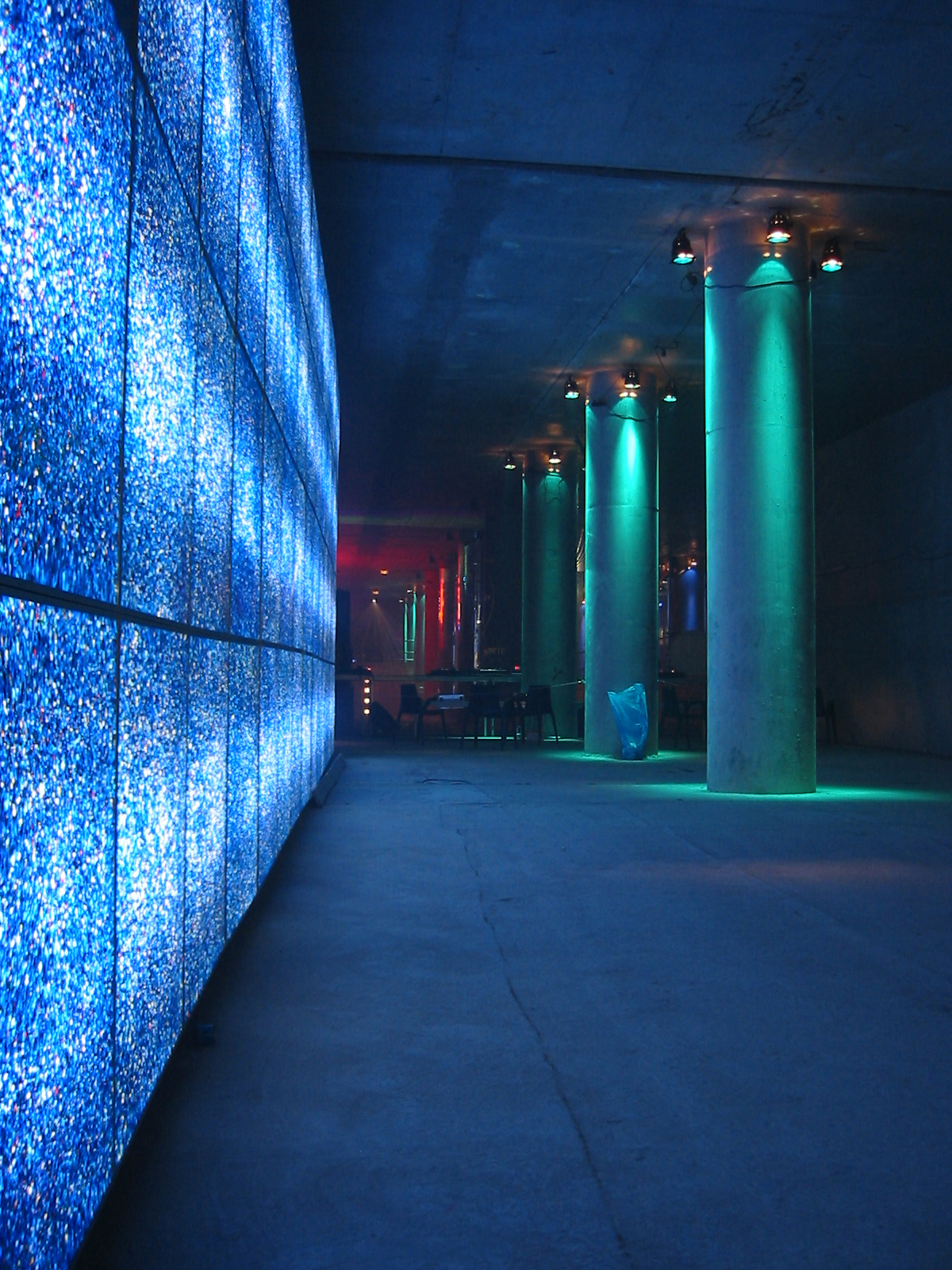
De nog lege stationshal voor de geplande U10 wordt onder meer verhuurd als tentoonstellingsruimte.

## Ruwbouw voor de U10
Voor een geplande nieuwe lijn U10, die ooit van Weißensee naar de Kurfürstendamm moet leiden, werd dwars boven het spoorwegstation Potsdamer Platz een korte metrotunnel aangelegd. In deze tunnel, te herkennen aan het deels verlaagde dak van de stationshal, bevindt zich een metrostation in ruwbouw. Ook zijn er voorbereidingen getroffen voor liften tussen de twee zijperrons van dit station en de S-Bahn.
Of de U10 (eerder gepland als U3) ooit daadwerkelijk gebouwd zal worden is echter nog onduidelijk. Vanwege de slechte financiële situatie van de Duitse hoofdstad is realisatie in ieder geval niet voorzien voor 2030. In de tussentijd wordt het station verhuurd als locatie voor feesten, beurzen en tentoonstellingen.